# マルコ・バリッチ
マルコ・バリッチ（Marco Balich,  1962年4月23日 - ）は、イタリアの演出家、テレビプロデューサーである。

## キャリア
1990年代にミュージック・ビデオのディレクターとしてキャリアをスタートさせる。2002年ソルトレークシティオリンピックの開会式において6分間のフラッグハンドオーバーセレモニーのプロジェクトリーダーを務めた。2006年トリノオリンピックでは開会式、閉会式のエグゼクティブ・プロデューサー、芸術監督として参加した。2007年7月24日にトリノで行われたフィアット・500の販売記念イベント、2009年地中海競技大会の式典計画にも携わった。
2008年北京オリンピックでは式典プロトコールの責任者に任命された。2011年にはユヴェントス・スタジアムオープニングセレモニーの演出を手掛けた。
2014年ソチオリンピックの閉会式では芸術的方向性の企画に携わったほか、2016年リオデジャネイロオリンピックの開会式ではエグゼクティブ・プロデューサーとして参加した。2020年東京オリンピックの開会式にはエグゼクティブ・プロデューサー補として参加する。ミラノ国際博覧会ではイタリア館の芸術監督に任命された。
2013年12月12日、バリッチを中心に、世界規模のライブイベント制作会社であるBalich Worldlwide Shows Srlが設立された。

## ビデオグラフィ
- ソルトレイクシティオリンピック – 閉会式（英語版）フラッグハンドオーバーセレモニー (2002)
- トリノオリンピック – 開会式（英語版）・閉会式（英語版） (2006)
- UEFA EURO 2012 - 開会式 (2012)
- ロンドンオリンピック – 閉会式フラッグハンドオーバーセレモニー (2012)
- ソチオリンピック - 閉会式 (2014)
- ソチパラリンピック - 開会式（英語版）・閉会式（英語版）(2014)
- リオデジャネイロオリンピック – 開会式 (2016)
- 2017年アジアインドア・マーシャルアーツゲームズ - 開会式・閉会式 (2017)
- 2018年アジアパラ競技大会 - 開会式・閉会式 (2018)
- 2019年夏季ユニバーシアード - 開会式 (2019)
- 2019年パンアメリカン競技大会（英語版） - 開会式・閉会式 (2019)